# Фаберже, Густав
Пе́тер Густа́в Фаберже́ (при рождении и до 1828 года — Фабриер, затем до 1842 года — Фаберг, нем. Peter Gustav Fabergé; 1814, Пернов, Лифляндская губерния — 1893, Дрезден, Саксония) — петербургский ювелир немецкого происхождения, основатель одноименной семейной фирмы; отец и наставник Карла Фаберже.

## Биография
Родился в 1814 году в Пернове, в Лифляндии (ныне Пярну, Эстония). Его предки по отцовской линии были французскими гугенотами (отсюда французская фамилия), эмигрировавшими после отмены Нантского эдикта из Пикардии в Шведт возле Берлина (Пруссия), где онемечились. Его отец переехал жить в Лифляндию, став таким образом балтийским немцем.
22 октября 1842 года он открыл своё ювелирное дело в Санкт-Петербурге. С 1860 года и до конца жизни жил в Дрездене; в 1872 году передал семейное дело своему сыну и ученику Карлу.

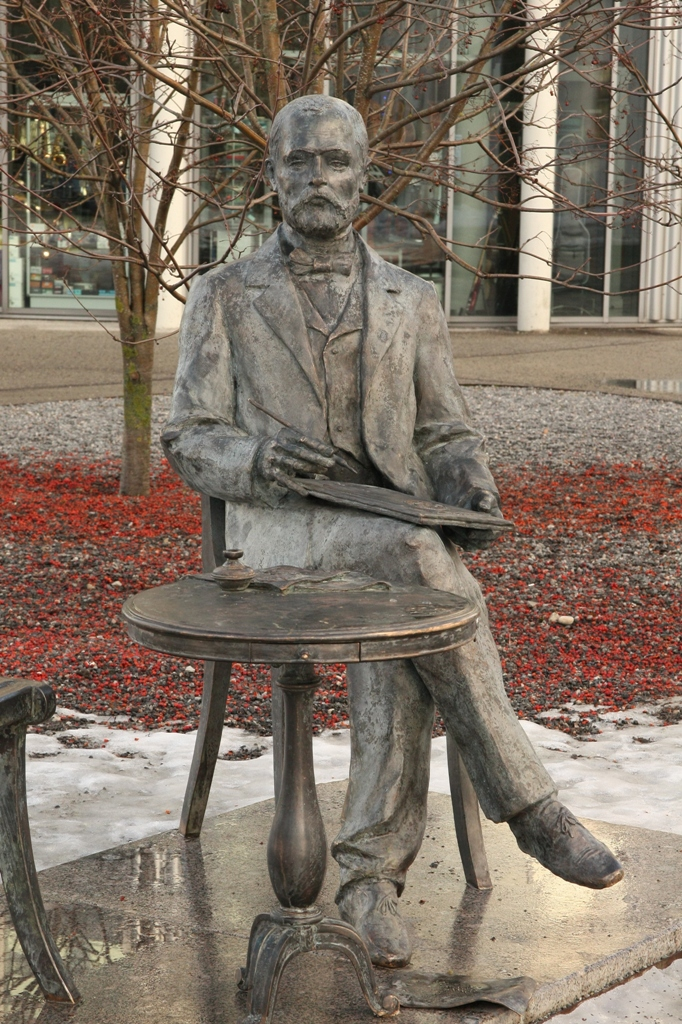
Памятник в Пярну

## Память
3 января 2015 года в Пярну был установлен памятник Густаву Фаберже.